# کوسه تمساحی
کوسه تمساحی (نام علمی: Pseudocarcharias kamoharai) نام یک گونه از راسته کوسه‌سانان است.